# 石井龍豬
石井龍豬（1897年9月10日—1950年10月10日）為日本政府官員，出生於1897年9月10日，本籍日本佐賀。1921年由東京帝國大學法學部政治科畢業。石井龍豬於1936年受台灣總督府派任，接替松崗一衛，於台灣台北地區擔任台北市尹一職。該官職約等於今台北市市長。1939年12月27日接任台南州知事至1940年5月25日。

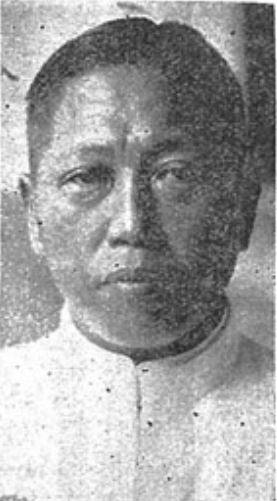
石井龍豬

| 前任： 松崗一衛 | 台北市尹 1936年上任 | 繼任： 木原圓次 |

| 前任： 川村直岡 | 台南州知事 1939年12月27日－1940年5月25日 | 繼任： 一番瀨佳雄 |